# Мечов (Горжички)
Мечов (чеш. Mečov) — чешская деревня, часть общины (муниципалитета) Горжички в районе Наход.

## История
Первое письменное упоминание о Мечове относится к 1540 г., когда умер его владелец Петр Страка из Недабылиц, а Мечов унаследовал его сын Ян Страка из Недабылиц. Другие тексты и источники говорят о том, что впервые Мечов упоминается только в 1544 г.
В 1849—1960 гг. Мечов входил в состав муниципалитета Литоборж, в 1960—1985 гг. был частью коммуны Мезилечи, а c 1985 г. является частью муниципалитета Горжички. Линия электропередачи введена в эксплуатацию только в 1950 г., водопровод не построен до сих пор.

## Достопримечательности
- Кирпичная капелла (1909 г.)[4]

## Население
| Год  | Численность | Численность |
| ---- | ----------- | ----------- |
| 1869 | 78          | [ 6 ]       |
| 1880 | 83          | [ 6 ]       |
| 1890 | 95          | [ 6 ]       |
| 1900 | 90          | [ 6 ]       |
| 1910 | 72          | [ 6 ]       |
| 1921 | 84          | [ 6 ]       |
| 1930 | 67          | [ 6 ]       |
| 1950 | 49          | [ 6 ]       |
| 1961 | 40          | [ 6 ]       |
| 1970 | 24          | [ 6 ]       |
| 1980 | 21          | [ 6 ]       |
| 1991 | 17          | [ 6 ]       |
| 2001 | 12          | [ 6 ]       |
| 2011 | 14          | [ 6 ]       |
| 2021 | 15          | [ 3 ]       |